# 王 (漫威漫畫)
王（英語：Wong）是漫威漫畫的一名虛構人物，他是奇異博士的拍檔和貼身男僕。首次在《奇異故事》#110中被提及，首次登場於《奇異故事》#147。在2006年的迷你係列《奇異博士：誓言》中揭露王來自一個居住在卡瑪泰姬（Kamar-Taj）的僧侶家庭。他有一個正在私下培訓的表弟，並將有一天會取代王成為奇異博士的僕人。

## 能力
王雖然沒有超能力，但他是一名武術大師，長年在卡瑪泰姬修行的他在地上有著過人的速度與耐力。
身為奇異博士的僕人，他對黑魔法有一定程度的了解，並能依此協助奇異博士對抗其他邪惡的魔法師。

## 其他媒體

### 電影
- 在動畫电影《奇異博士：至尊巫師》中，王由保羅·中內（英语：Paul Nakauchi）配音。
- 漫威電影宇宙：由王漢斌飾演王（英语：Wong (Marvel Cinematic Universe)），電影為王的人設作出改動，由漫畫故事中的僕人，改為奇異博士的拍檔及戰友，並因為“彈指事件”中奇異博士被消失的5年期間，代替奇異博士成為至尊魔法師。
  - 《奇異博士》[1]（2016年）
  - 《復仇者聯盟3：無限之戰》[2]（2018年）
  - 《復仇者聯盟：終局之戰》[3]（2019年）
  - 《尚氣與十環傳奇》（2021年）
  - 《蜘蛛人：無家日》（2021年）：客串
  - 《奇異博士2：失控多重宇宙》（2022年）
  - 《復仇者聯盟：末日之戰》（2026年）

### 電視
- 在電視電影《奇異博士》中，王由克萊德·庫薩佐（英语：Clyde Kusatsu）飾演。
- 漫威電影宇宙：由王漢斌回歸飾演王。
  - 《無限可能：假如…？》第一季（2021年）[4]：動畫劇集，配音演出。
  - 《律師女浩克》（2022年）[5]

### 遊戲
- 《漫威：未來之戰》：手機遊戲，王是玩家可使用角色之一[6]。
- 《漫威：未來革命》